# Трифон Пачев
Трифон Данчев Пачев е бивш български футболист, защитник. Играл е за Ботев (Пловдив) (1976 – 1992) и Хебър (Пазарджик) Чепинец (1992 – 1993). Шампион на България за юноши-старша възраст с екипа на „Ботев“ през 1976 г. Има 321 мача и 9 гола за „канарчетата“ в А група. С отбора на „Ботев“ е носител на Купата на Съветската армия през 1981, вицешампион през 1986, бронзов медалист през 1981, 1983, 1985, 1987 и 1988, финалист за Купата на НРБ през 1984 и 1991 и за КСА през 1990 г. С „жълто-черния“ екип участва в около 70 официални и приятелски международни срещи (5 гола) и в около 135 контролни срещи с 15 гола и 95 срещи КБ и КСА (16 гола). Има 3 мача за А националния отбор, 2 мача за Б националния, 5 мача за олимпийския отбор, 20 мача с 1 гол за младежкия тим и 22 мача с 1 гол за юношеския национален отбор. „Майстор на спорта“ от 1981 г. За „Ботев“ има 18 мача в евротурнирите (2 за КЕШ, 6 за КНК и 10 за купата на УЕФА). Бивш треньор (2003 – 2004) и главен мениджър (2005 – 2006) на Ботев (Пд).